# Cilaja (Kramatmulya)
Cilaja is een bestuurslaag in het regentschap Kuningan van de provincie West-Java, Indonesië. Cilaja telt 2630 inwoners (volkstelling 2010).